# Real Monasterio de San Jerónimo (Granada)

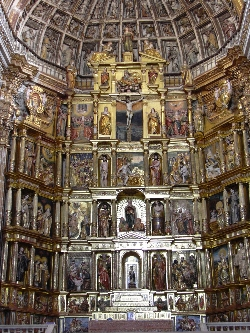
Retablo de la iglesia

El Real Monasterio de San Jerónimo es un conjunto arquitectónico del Renacimiento formado por iglesia y monasterio situado en la ciudad española de Granada.
Actualmente, está considerado como sitio BIC (Bien de Interés Cultural); la «iglesia basílica de San Gerónimo» (sic.) fue declarada monumento histórico artístico digno de ser conservado por la Nación por R.O. de 24 de mayo de 1877 y posteriormente el monasterio fue declarado monumento histórico-artístico perteneciente al Tesoro Artístico Nacional mediante decreto de 3 de junio de 1931.

## Historia
Su fundación, anterior a la toma de la ciudad, se debe a los Reyes Católicos. En seguida se desplazó desde Santa Fe a Granada, y fue en 1504 cuando se empezó a construir el conjunto actual. La obra se debe en su mayoría a Diego de Siloé, aunque participaron en su construcción otros arquitectos y artistas, como Jacobo Florentino, Juan de Aragón, Juan Bautista Vázquez el Mozo, Pedro de Orea y Pablo de Rojas, los tres últimos de la escuela granadina. 
La iglesia, de planta de cruz latina, responde a los condicionantes de las iglesias de la Orden Jerónima, con coro elevado en los pies y altar tras una amplia escalinata. Es destacable el retablo manierista de la capilla mayor, que supone el punto de partida de la escultura andaluza con entidad propia, y en donde es capital la intervención del maestro Pablo de Rojas. La rica decoración renacentista que presenta, con casetones, veneras y grupos escultóricos, es un canto de cisne del humanismo en España. El programa iconográfico fue pensado con el fin de resaltar las grandezas militares y la heroicidad del Gran Capitán, que se halla enterrado en el crucero junto a su esposa, María de Manrique. 
El monasterio cuenta con dos claustros ajardinados, siendo el primero de ellos el que concentra la más genuina decoración del Renacimiento. Siete arcosolios a modo de capillas, de trazas clásicas, decoradas con todo el repertorio formal de este estilo, configuran un espacio fúnebre para cuando los restos de don Gonzalo llegaron al monasterio. En el segundo claustro, hoy clausura de la comunidad de monjas jerónimas que lo habitan, residió la emperatriz Isabel de Portugal en su viaje de bodas, tras la celebración de su matrimonio con el emperador del Sacro Imperio Romano Germánico Carlos V.
En la iglesia se trabajaba ya en 1513 bajo las órdenes de Jacobo Florentino. Muerto éste, las siguió Diego de Siloé. Cuando en 1522 se acabó la capilla mayor fueron trasladados los cuerpos del Gran Capitán y su esposa desde la Casa Grande del Convento de San Francisco.
Tras pasar por diversas vicisitudes adversas, como la invasión francesa y la exclaustración por expulsión de la Orden Jerónima, que casi llevaron a la ruina al conjunto arquitectónico, el Estado decidió su restauración, que se llevó a cabo entre 1916 y 1920 por el arquitecto Fernando Wilhelmi.
A partir de 1963 fue vuelta a erigir la esbelta torre de la iglesia, tras haber sido derruida por los franceses durante la invasión napoleónica para construir con sus piedras el Puente Verde que une el Paseo de la Bomba con la Avenida de Cervantes, sobre el río Genil.
La portada que separa el compás del Monasterio de la Calle Rector López Argueta, aunque originariamente pertenecía al monasterio, se repuso en la década de 1960, después de que en el siglo XIX desapareciera y se encontrara posteriormente abandonada en un cortijo de la Vega.
En la actualidad preside dicha portada una bella imagen de la Virgen de las Angustias que no es la que originariamente estaba en dicha portada.
A principios del año 2004 comenzaron unas obras de restauración del retablo mayor por el Ministerio de Cultura, que duraron hasta el año siguiente. 
El templo fue el primero en todo el mundo en consagrarse a la Inmaculada Concepción de María.
El 1 de noviembre de 2022, su venerada imagen de "Nuestra Señora de la Soledad" fue coronada canónicamente por el Papa Francisco mediante decreto del 18 de octubre de 2022.